# Coullemont
Coullemont is een gemeente in het Franse departement Pas-de-Calais (regio Hauts-de-France) en telt 107 inwoners (2009). De plaats maakt deel uit van het arrondissement Arras.

## Geografie
De oppervlakte van Coullemont bedraagt 4,0 km², de bevolkingsdichtheid is dus 26,8 inwoners per km².
De onderstaande kaart toont de ligging van Coullemont met de belangrijkste infrastructuur en aangrenzende gemeenten.

## Demografie
Onderstaande figuur toont het verloop van het inwonertal (bron: INSEE-tellingen).